# Sir Carados
Sir Carados è un personaggio letterario del ciclo arturiano che sembra essere stato sviluppato dalla figura storica del sovrano del regno dell'Elmet Ceredig, che in realtà visse circa un secolo dopo re Artù.
Nelle storie arturiane appare principalmente come proveniente dal nord e come un "re della Scozia". Alcuni scrittori hanno lo hanno definito "re di Estrangorre" (forse Rheged meridionale - Lancashire & Cheshire) o "re di Galencie" (probabilmente Galloway). Storicamente parlando, era figlio di re Gwallawc, detto Battle Horseman dell'Elmet e sarebbe cresciuto nella città di Campodonum (Leeds).
Con un potente esercito attraversò il canale di San Giorgio e conquistò l'Irlanda, sposando poi la figlia del sovrano irlandese, Catanance, da cui ebbe tre figli: Aguisant, Meriadoc e Orwen. È presentato come uno dei primi cavalieri della Tavola rotonda e qualcuno dice anche nipote di re Artù, figlio di una delle sue sorellastre. Ciò non gli impedì però di unirsi ad una ribellione contro suo zio, impiegando 5.000 uomini e partecipando alla battaglia di Bedegraine (forse Bedenham nell'Hampshire). Poi si riconciliò con lo zio. Le sue terre furono invase dai sassoni e fu costrettoa giurare fedeltà ad Artù per cacciarli.
Nella battaglia di Camlann, Carados combatté contro l'alleato di Mordred, re Heliades, ed entrambi furono feriti mortalmente. Dopo la sua morte, i sassoni conquistarono rapidamente il suo regno, ormai senza difese.